# Imre Kertész
Imre Kertész (Budimpešta, 9. studenog 1929. – Budimpešta 31. ožujka 2016.), židovsko-mađarski književnik.
Godine 1944. deportiran je u Auschwitz. Po oslobođenju 1945. vraća se u Budimpeštu gdje neko vrijeme radi kao novinar. Godine 1960. započinje pisati svoj prvi roman "Čovjek bez sudbine" u kojem opisuje iskustvo 15-godišnjeg dječaka u koncentracionim logorima Auschwitz, Buchenwald i Zeitz. Roman završava 1973., ali dvije godine čeka na njegovo objavljivanje. Zbog nekonvencionalnog pristupa temi roman u Mađarskoj nailazi na nerazumijevanje kritike i ograničen tržišni uspjeh. Naredne romane "Fijasko" i "Kadiš za nerođeno dijete" objavljuje tek 1988. i 1990. godine, ali isto tako bez većeg uspjeha. Tek 1993. godine, s pripovijetkom pod naslovom "Zapisnik", Imre Kertesz postiže veći uspjeh u Mađarskoj. Tijekom devedesetih njegova se djela prevode na engleski, njemački i druge jezike i upravo će u Njemačkoj Imre Kertesz naići na najveće razumijevanje kritike i publike. Godine 2002. dodijeljena mu je Nobelove nagrade za književnost 2002. godine "za pisanje koje podržava krhko iskustvo pojedinca suprotstavljajući ga barbarskoj arbitrarnosti povijesti". Osim po svojim književnim djelima Kertesz je poznat i kao prevoditelj. S njemačkog je, između ostalog, preveo djela velikana kao što su Nietzsche, Hofmannsthal, Schnitzler, Freud, Roth, Wittgenstein i Canetti. 
Sva djela Imrea Kertesza na hrvatskom, objavljena su u prijevodu Xenie Detoni.
Imre Kertesz živi sa suprugom Magdom u Berlinu.

Djela prevedena na hrvatski:
- "Čovjek bez sudbine" (Fraktura, 2003.)
- "Ista priča dvije pripovijetke" (Fraktura, 2003.)
- "Likvidacija" (Fraktura, 2004.)
- "Kadiš za nerođeno dijete" (Fraktura, 2004.)
- "Jezik u progonstvu" (Durieux, 2004.)
- "Fijasko" (Fraktura, 2005.)
- "Engleska zastava" (Fraktura, 2006.)
- "Tragač" (Fraktura, 2006.)
- "Zapisnik" (Fraktura, 2006.)
- "Dnevnik s galije" (Fraktura, 2008.)
- "Dosje K." (Fraktura, 2009.)